# Wassili Wassiljewitsch Lewaschow

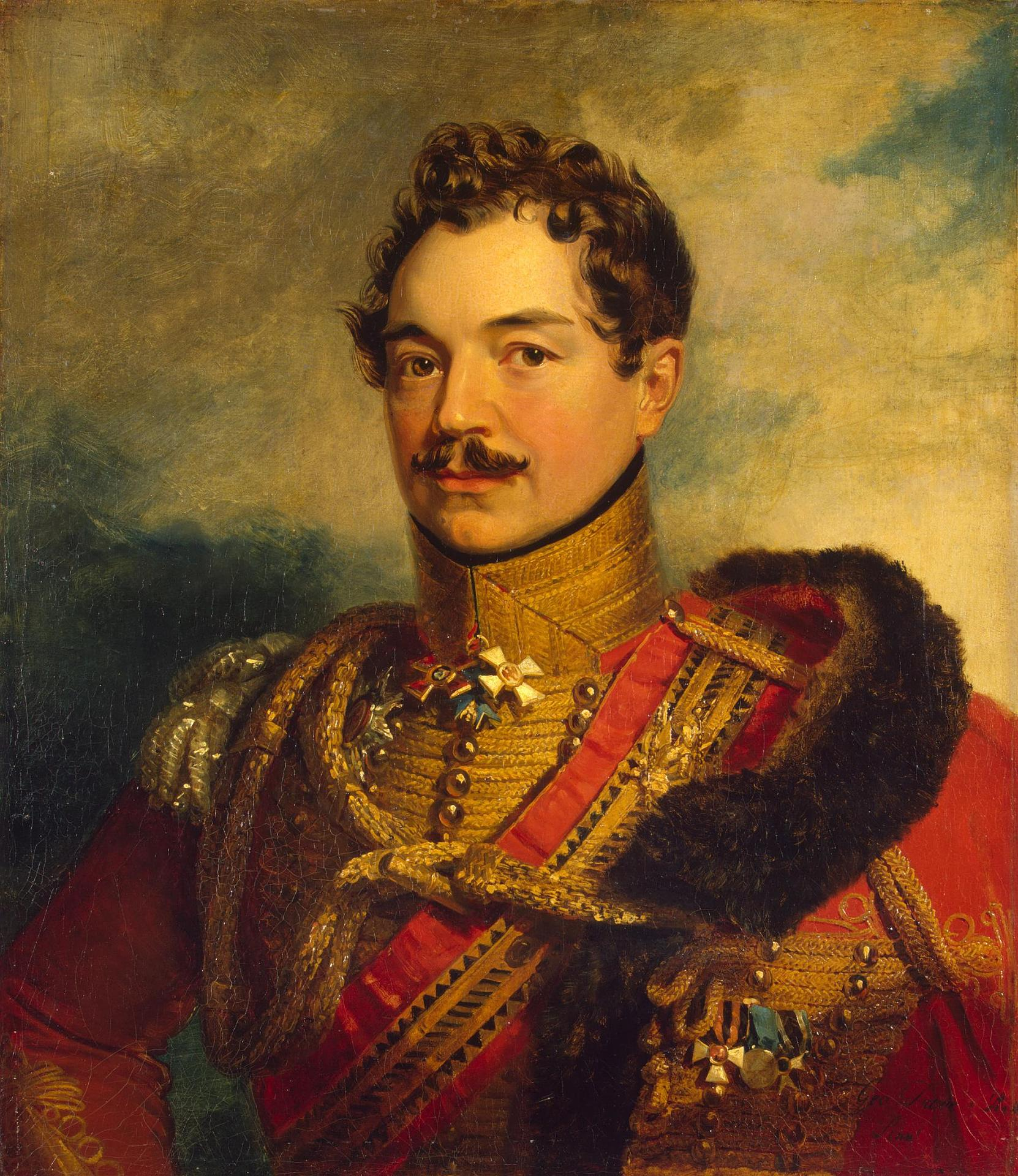
Wassili Wassiljewitsch Lewaschow (1783–1848), Porträt von George Dawe aus der Militärgalerie (Военная галерея) des Winterpalastes

Wassili Wassiljewitsch Lewaschow (russisch Василий Васильевич Левашов; * 10. Oktoberjul. / 21. Oktober 1783greg.; † 23. Septemberjul. / 5. Oktober 1848greg. in Sankt Petersburg) war russischer General und Staatsmann, der unter den Zaren Alexander I. und Nikolaus I. diente.  Er durchlief eine erfolgreiche militärischen Laufbahn bei den kaiserlichen Garden, in der er sich in den Napoleonischen Kriegen auszeichnete, aber auch bei der Niederschlagung des Dekabristen-Aufstandes im Dezember 1825 mitwirkte. Später wurde er Militär- und Zivilgouverneur in Kiew und Generalgouverneur in Charkow.  Anschließend war Lewaschow 10 Jahre lang Mitglied des russischen Staatsrates, dem höchsten politischen Organ Russlands seiner Zeit, und stand dessen Wirtschaftsausschuss vor.  Im Januar 1847 erreichte er den Höhepunkt seines politischen Einflusses, als er Vorsitzender des Staatsrates wurde. Diese Position hatte er bis zu seinem Tode inne.

## Herkunft
Lewaschow wurde als außerehelicher Sohn eines hohen russischen Offiziers geboren.

## Militärdienst
Am 19. Februar 1799greg. trat er in die Petersburger Zivilverwaltung ein, wurde aber bereits am 25. März 1801greg. als Major von den Kürassieren der kaiserlichen Garde übernommen.
Ab dem 27. Dezember 1802greg. diente er als Rittmeister in einem Regiment der Chevaliergarde.  Er nahm an den Feldzügen der Jahre 1805 bis 1807 teil und kämpfte in den Schlachten von Austerlitz, Pultusk, Preußisch Eylau und Guttstadt-Deppen. Am 17. November 1808greg. avancierte er in seinem Regiment zum Oberst.
Während Napoleons Russlandfeldzug diente er in einer Kürassier-Division und nahm an den Schlachten von Smolensk,
Borodino, Tarutino, Malojaroslawez und Krasnoje teil.
Am 7. Januar 1813greg. wurde er zum Generalmajor befördert.
Während des Frühjahrsfeldzuges 1813 der Befreiungskriege kämpfte er bei Großgörschen und Bautzen und nahm im Herbstfeldzug 1813 an der Schlacht von Dresden teil.
Er übernahm am 22. September 1813greg. das Novgoroder Kürassierregiment und führte es in die Völkerschlacht bei Leipzig, in der er mehrfach verwundet wurde.
Während des Winterfeldzuges 1814 nahm Lewaschow teil an den Gefechten bei Brienne, Arcis-sur-Aube, Fère-Champenoise und Paris.
Vom 6. Mai 1815greg. bis zum 3. Juni 1822greg. führte er ein Husarenregiment der kaiserlichen Leibgarde. In dieser Zeit wurde er am 20. Februar 1817greg. zum Generaladjutanten des Zaren ernannt und führte zeitweise zusätzlich eine Brigade der Gardekavallerie.
1821 trat Lewaschow erstmals als Militärrichter in Erscheinung.
Am 5. Juni 1824greg. erhielt er das Kommando über die 2. Brigade der leichten Kavallerie-Division der Garde-Grenadiere.
Im Dezember 1825 nahm Lewaschow an der blutigen Niederschlagung des Dekabristen-Aufstandes teil und wurde auch Mitglied jenes Strafgerichtshof, der die Dekabristen aburteilte, und damit mitverantwortlich für die große Zahl von Todes- und Verbannungsurteilen.
Am 13. Januar 1826greg. wurde Lewaschow zum Generallieutenant befördert und kommandierte ab dem 13. Juli 1826greg. die erste Garde-Kürassier-Division.

## Gouverneur in Kiew und Charkow
Am 3. Februar 1832greg. wurde Lewaschow zum Militärgouverneur von Kiew und Vizegouverneur von Podolien und Wolhynien ernannt.  Bereits einen Monat später wurde er auch Zivilgouverneur von Kiew.
Am 13. Juli 1833greg. wurde Lewaschow in den Adelsstand erhoben und am 18. Dezember 1833greg. zum General der Kavallerie befördert.
Vom 21. Dezember 1835greg. bis zum 10. November 1836greg. war Lewaschow Generalgouverneur von Charkow.

## Wirken im russischen Staatsrat
Mit Wirkung vom 13. Januar 1838greg. wurde Lewaschow Mitglied des russischen Staatsrates und arbeitet fortan in der Wirtschaftsabteilung, deren Vorsitz er am 8. Februar 1839greg. übernahm. Am 24. Mai 1841greg. wurde Lewaschow zusätzlich Vorsitzender des Ausschusses, der für die Versorgung der kaiserlichen Kavallerie mit Pferden zuständig war.  Am 8. Februar 1842greg. wurde er Mitglied der Kommission, die den Bau der Eisenbahn von Sankt Petersburg nach Moskau überwachte.
Vom 13. Januar 1847greg. bis zu seinem Tode am 5. Oktober 1848greg. war Lewaschow Vorsitzender des russischen Staatsrates.